# Technomyrmex tailori
Technomyrmex tailori är en myrart som först beskrevs av Santschi 1930.  Technomyrmex tailori ingår i släktet Technomyrmex och familjen myror. Inga underarter finns listade i Catalogue of Life.